# Das Interface
Das Interface (Originaltitel: Interface) ist die dritte Folge der siebenten Staffel der US-amerikanischen Science-Fiction-Fernsehserie Raumschiff Enterprise – Das nächste Jahrhundert. Sie wurde in den Vereinigten Staaten über Syndication vermarktet und erstmals am 4. Oktober 1993 auf verschiedenen Fernsehsendern ausgestrahlt. In Deutschland war sie zum ersten Mal am 27. Juni 1994 in einer synchronisierten Fassung auf Sat.1 zu sehen.

## Handlung
Im Jahr 2370 bei Sternzeit 47215.5 wird auf der Enterprise ein neues Interface getestet. Mit dessen Hilfe soll Chefingenieur Geordi La Forge eine Sonde an Orte steuern können, die zu gefährlich sind, um von Menschen betreten zu werden. Das Interface ist an die neuralen Implantate von La Forges Sehhilfe, den VISOR, angeschlossen, wodurch er die Umgebung der Sonde wahrnimmt. Ein spezieller Anzug ermöglicht ihm die Steuerung. Schon sehr bald bietet sich die Gelegenheit, das Interface unter realen Bedingungen zu testen, denn die Enterprise fliegt zum Planeten Marijne VII, einem Gasriesen, in dessen Atmosphäre das Forschungsschiff USS Raman verunglückt ist.
Captain Picard erhält unterdessen von Admiral Holt die Nachricht, dass die USS Hera vermisst wird. Zwei andere Schiffe suchen bereits nach ihr, doch bisher ergebnislos. Picard überbringt seinem Chefingenieur sofort diese Nachricht, denn die Hera wird von dessen Mutter Silva La Forge kommandiert. La Forge verarbeitet dies, indem er sich die letzte Nachricht anschaut, die er von seiner Mutter erhalten hat. Der erste Offizier Will Riker bietet an, ihn eine Weile freizustellen und bei der Arbeit mit dem Interface zu vertreten. La Forge besteht aber darauf, die Arbeit selbst fortzusetzen, da das Interface speziell auf ihn eingestellt ist.
Eine Sonde wird zur Raman geschickt und von La Forge durch deren Gänge gesteuert. Er stellt fest, dass die gesamte Besatzung tot ist. Plötzlich bricht ein Feuer aus, das sich für La Forge sehr real anfühlt. Die Verbindung zur Sonde wird sofort getrennt. Dr. Crusher stellt fest, das La Forge echte Brandwunden an seinen Händen hat. Sie führt dies auf zu hoch eingestellte Toleranzwerte des Interfaces zurück, worauf La Forges Nervensystem mit einer Rückkopplung reagierte. Seine Wunden werden behandelt und Picard gestattet, dass die Arbeit nach einer Neueinstellung des Interfaces fortgesetzt wird, um die Aufzeichnungen der Raman zu bergen.
La Forge nutzt die Unterbrechung, um seinen Vater zu kontaktieren. Er ist irritiert, dass sein Vater und seine Schwester seine Mutter schon für tot halten und bereits eine Trauerfeier planen. La Forge will hingegen die Hoffnung noch nicht aufgeben. Schließlich kann er die Arbeit fortsetzen und steuert die Sonde erneut durch die Raman. Zu seinem Erstaunen steht er plötzlich seiner Mutter gegenüber. Sie behauptet, sie und die Besatzung der Hera befänden sich auf der Oberfläche von Marijne VII. Sie benötigen Hilfe, denn sie würden sterben. Sie möchte, dass La Forge die Raman hinunter zur Oberfläche bringt, doch da wird seine Verbindung zum Interface getrennt, da es sein Nervensystem zu sehr belastet.
La Forge ist überzeugt, dass das Abbild seiner Mutter, das er gesehen hat, real war. Er will unbedingt das Interface erneut benutzen, doch die anderen Führungsoffiziere bezweifeln, dass er wirklich seine Mutter gesehen hat, denn die letzte bekannte Position der Hera ist über 300 Lichtjahre entfernt. Der zweite Offizier Data entwickelt unterdessen einen Plan, um die Raman zu bergen. Bei der Einsatzbesprechung kommt La Forge erneut auf die Hera zurück. Er berichtet von der letzten Nachricht seiner Mutter. In der hatte sie erwähnt, dass der Chefingenieur der Hera Experimente am Warp-Antrieb vorgenommen hat, und La Forge spekuliert, dass hierdurch ein Subraum-Trichter entstanden sein könnte, durch den das Schiff bis nach Marijne VII gelangt ist. Data hält diese Hypothese zwar für möglich, aber äußerst unwahrscheinlich. Picard entscheidet daher, dass nun Datas Bergungsplan oberste Priorität hat.
Riker versucht, La Forge Trost zu spenden und ihn zur Einsicht zu bewegen, dass seine Mutter tot ist. Er erzählt vom Verlust seiner eigenen Mutter während seiner Kindheit und dass er sich eine ganze Weile lang einredete, sie sei noch am Leben. Dieses Gespräch bringt La Forge aber nicht zum Umdenken. Gegen Picards Befehl und gegen ärztliche Anweisung will er sich mit dem Interface erneut auf der Raman umsehen. Data hat dies vorausgeahnt, doch statt La Forge daran zu hindern, entschließt er sich, ihm zu assistieren. Erneut trifft La Forge auf seine Mutter. Sie erklärt, dass sie nur eine Projektion ist und sich eigentlich auf der Hera befindet. Sie bestätigt seine Vermutung, dass ihr Schiff durch einen Warp-Tunnel hierher gelangt ist. La Forge steuert die Raman tiefer in die Atmosphäre des Planeten. Er findet jedoch keine Spur von der Hera und will den Sinkflug daher nicht weiter fortsetzen. Plötzlich wird er von seiner Mutter angegriffen. Es stellt sich heraus, dass sie in Wirklichkeit ein Subraum-Lebewesen ist, das in der unteren Atmosphäre von Marijne VII lebt. Sie und einige Artgenossen gerieten versehentlich auf die Raman und konnten sie nicht mehr verlassen. Sie mussten einen Weg zurück in die untere Atmosphäre finden, sonst würden sie sterben. Kommunikationsversuche mit der Besatzung führten aber zu deren Tod. Erst mit Geordis Interface konnten sie eine erfolgreiche Verbindung herstellen. Sie konnten seine Gedanken lesen und erschufen daraufhin das Bild seiner Mutter. La Forge setzt den Sinkflug fort, was den Wesen schließlich ermöglicht, die Raman zu verlassen. Kurz bevor das Schiff vom Atmosphärendruck zerstört wird, trennen Data und Dr. Crusher La Forges Verbindung zum Interface. Picard informiert La Forge darüber, dass er diese eigenmächtige Tat in seiner Dienstakte vermerken muss, drückt ihm aber sein Beileid aus, dass es ihm nicht vergönnt war, seine Mutter zu finden.

## Produktion

### Drehbuch
Die Folge geht auf eine Idee zurück, die Joe Menosky bereits während der Produktion der fünften Staffel vorgeschlagen hatte. In dieser Geschichte sollte Riker den Tod seines Vaters verarbeiten und dabei mit einem Virtual-Reality-Anzug in das Zuhause seiner Kindheit in Alaska zurückkehren. In der siebenten Staffel wurde diese Idee wieder aufgegriffen, aber auf Geordi La Forge umgeschrieben, da er die einzige Hauptfigur war, deren Familienleben bislang nicht näher beleuchtet worden war.

### Darsteller
Madge Sinclair, Darstellerin von Silva La Forge, hatte zuvor bereits den Captain der Saratoga im Spielfilm Star Trek IV: Zurück in die Gegenwart von 1986 gespielt. Sinclair, Ben Vereen, Darsteller von Edward La Forge, und LeVar Burton, Darsteller von Geordi La Forge, hatten bereits 1977 in der Fernsehserie Roots eine Familie gespielt. Burton verkörperte dort den jungen Sklaven Kunta Kinte, Sinclair dessen spätere Frau Bell und Vereen ihren Enkel Chicken George.
Warren Munson, Darsteller von Admiral Marcus Holt, spielte auch Admiral Owen Paris in zwei Folgen von Star Trek: Raumschiff Voyager.

## Adaptionen
David A. McIntee veröffentlichte 2011 den nichtkanonischen Roman Indistinguishable from Magic, der in weiten Teilen an die Handlung von Das Interface anknüpft und das Schicksal der Hera aufklärt. Eine deutsche Übersetzung erschien 2013.

## Rezeption
Keith DeCandido bewertete Das Interface 2013 auf tor.com als eine leicht unterdurchschnittliche Folge von Raumschiff Enterprise – Das nächste Jahrhundert. Er fand, dass LeVar Burton die Rolle des Sohns, der um seine Mutter fürchtet, nicht besonders gut spielt. Zudem fand er die Geschichte wenig originell, denn unbekannte Wesen, die Menschen in Gefahr bringen, obwohl sie das eigentlich nicht wollen, waren bereits in zahlreichen früheren Folgen zu sehen. Positiv hob DeCandido die Schauspielleistung von Madge Sinclair hervor. Er hätte sich mehr Szenen mit ihr als die echte Silva La Forge anstelle ihrer Alien-Doppelgängerin gewünscht.